# Tisem
Tisem (německy Tissem) je obec v okrese Benešov v Středočeském kraji, asi 6 km jihozápadně od Benešova. Žije zde 215 obyvatel. 
Obcí protéká potok Tisem, levý přítok Janovického potoka.

## Historie
První písemná zmínka o obci pochází z roku 1325.
Za druhé světové války se ves stala součástí vojenského cvičiště Zbraní SS Benešov a její obyvatelé se museli 31. prosince 1943 vystěhovat.

## Obecní správa

### Části obce
- Tisem (k. ú. Tisem)

Sousedními obcemi sídla jsou Benešov, Bystřice, Maršovice a Neveklov.

### Územněsprávní začlenění
Dějiny územněsprávního začleňování zahrnují období od roku 1850 do současnosti. V chronologickém přehledu je uvedena územně administrativní příslušnost obce v roce, kdy ke změně došlo:
- 1850 země česká, kraj České Budějovice, politický a soudní okres Benešov, obec Tvoršovice[5]
- 1855 země česká, kraj Tábor, soudní okres Benešov, obec Tvoršovice
- 1868 země česká, politický a soudní okres Benešov, obec Tvoršovice
- 1900 země česká, politický a soudní okres Benešov[6]
- 1939 země česká, Oberlandrat Tábor, politický i soudní okres Benešov[7]
- 1942 země česká, Oberlandrat Praha, politický i soudní okres Benešov[8]
- 1945 země česká, správní i soudní okres Benešov[9]
- 1949 Pražský kraj, okres Benešov[10]
- 1960 Středočeský kraj, okres Benešov
- k 1. lednu 1980 Středočeský kraj, okres Benešov, město Neveklov[6]
- k 24. listopadu 1990 Středočeský kraj, okres Benešov[6]
- 2003 Středočeský kraj, okres Benešov, obec s rozšířenou působností Benešov

## Obyvatelstvo

### Vývoj obyvatelstva
| Rok            | 1869 | 1880 | 1890 | 1900 | 1910 | 1921 | 1930 | 1950 | 1961 | 1970 | 1980 | 1991 | 2001 | 2011 | 2021 |
| -------------- | ---- | ---- | ---- | ---- | ---- | ---- | ---- | ---- | ---- | ---- | ---- | ---- | ---- | ---- | ---- |
| Počet obyvatel | 233  | 250  | 259  | 296  | 276  | 298  | 281  | 212  | 199  | 170  | 167  | 169  | 189  | 218  | 236  |
| Počet domů     | 26   | 31   | 34   | 39   | 43   | 46   | 49   | 55   | 56   | 49   | 43   | 60   | 68   | 76   | 76   |

## Pamětihodnosti
- Zřícenina hradu Kožlí

## Doprava

### Dopravní síť
Okolo obce vede silnice II/114 Cerhovice – Hořovice – Hostomice – Dobříš – Nový Knín – Neveklov – Jírovice. Do obce dále vede silnice III. třídy. Dobrá autobusová obslužnost. Železniční trať zde není.

### Autobusová doprava 2024
Autobusovou dopravu v obci Tisem zajišťují společnosti Arriva Střední Čechy a ČSAD Benešov. Obec je součástí Pražské integrované dopravy (PID). U obce, na silnici II/114, se nachází zastávka Tisem. Autobusová linka 754 spojuje Příbram se Sedlčany, Tisem a Benešovem.